# ハリー・クロスビー (詩人)
ハリー・クロスビー（英語: Harry Crosby, 1898年6月4日 - 1929年12月10日）はアメリカ合衆国の詩人。
1929年12月10日に、31歳で自殺した。